# 中村哲治
中村 哲治（なかむら てつじ、1971年7月24日 - ）は、日本の政治家。
法務大臣政務官、衆議院議員（2期）、参議院議員（1期）を務めた。

## 来歴

### 生い立ち
奈良県生駒市生まれ。東大寺学園中学校・高等学校、1999年京都大学法学部（専攻は民法、政治学、憲法）卒業。在学中、旧司法試験を受けていたが、5度目で諦める。

### 衆議院
大学卒業後、海野徹参議院議員の政策担当秘書を経て、2000年の第42回衆議院議員総選挙に民主党公認で奈良2区から立候補。小選挙区では自由民主党の滝実に敗れたが、重複立候補していた比例近畿ブロックで復活し、初当選した。
2003年の第43回衆議院議員総選挙では前回敗れた滝を破り、奈良2区で当選（滝も比例復活）。
2005年の第44回衆議院議員総選挙では、滝が郵政民営化法案の採決で反対票を投じ、自民党を離党して新党日本から立候補。自民党は、奈良1区から国替えした高市早苗を公認し、奈良2区では高市が当選。滝も比例復活したが、中村は比例復活できず落選した。

### 参議院

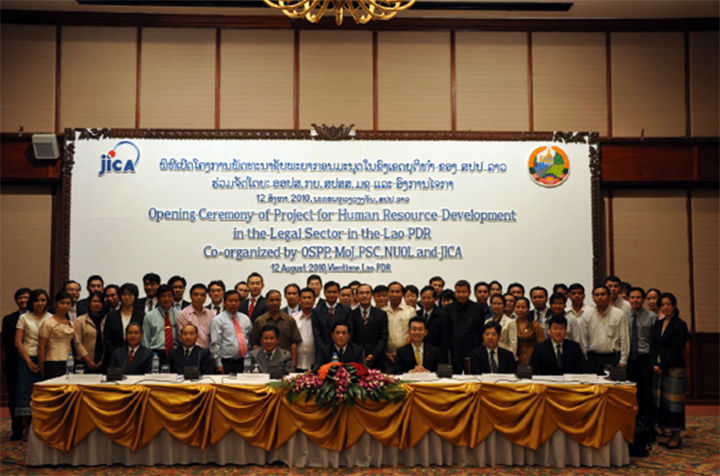
2010年8月12日、法律人材育成強化プロジェクト開始式典に出席

2007年7月、第21回参議院議員通常選挙に民主党公認で奈良県選挙区から立候補。国民新党の推薦や当時新党日本に所属し、これまで衆議院の議席を争ってきた滝の支援も受け、当選した。
2009年の第45回衆議院議員総選挙では、衆議院の解散当日に民主党に入党し、奈良2区から立候補した滝を全面的に支援し、滝は高市を約3,800票差で破り、当選（高市も比例復活）。
同年9月に発足した鳩山由紀夫内閣で法務大臣政務官に任命され、菅直人内閣まで務めた。
2010年9月の民主党代表選挙では、現職の法務大臣政務官ながら首相の菅直人ではなく小沢一郎を支持するも、小沢は菅に敗れた。
2012年、野田内閣による消費増税法案の閣議決定に抗議して3月30日に政調副会長の辞表を提出し、4月4日の持ち回り閣議で了承された。7月2日には民主党に離党届を提出し、7月3日に受理された。7月11日、新党「国民の生活が第一」の結党に参加。同党参議院政策審議会長に就任。
同年10月25日には次期総選挙において奈良2区への鞍替えを表明した。
同年11月27日に国民の生活が第一が日本未来の党へ合流したことに伴い、同党に参加。
同年12月4日の第46回衆議院議員総選挙公示を受けて立候補を届け出たため、公職選挙法の規定により、参議院議員を退職（自動失職）した。

### その後
2012年12月16日の第46回衆議院議員総選挙では日本未来の党公認で奈良2区から立候補したが落選。
2014年12月14日の第47回衆議院議員総選挙では生活の党公認で奈良2区から立候補するも、再び落選。
2015年2月17日に、野党結集の礎になるとの意思により、生活の党と山本太郎となかまたちを離党し無所属になった。
2016年7月10日の第24回参議院議員通常選挙では民進党公認で佐賀県選挙区から立候補したが119,908票（得票率31.3%）で落選。
2019年夏の参院選に向けて佐賀県で政治活動をしていたが、2018年春に立候補をとりやめ、奈良県への帰郷を決めた。

## 政策・活動
- 非喫煙者や未成年者を受動喫煙から守る法律の制定について「たばこから健康を守る事は必要だと思うが、それに依り喫煙者を疎外したり、悪者扱いするのはどうか」と述べている[19]。
- 永住外国人への地方選挙権の付与に賛同[20]。
- 選択的夫婦別姓制度に賛同する[21][22]。2012年9月5日、「立法不作為を問う！PART2　民法改正を求める緊急院内集会」[23]に参加し[24]、「（国民の生活が第一は）今まで民主党がやると言ってやらなかったことを、やろうとしてできた政党であり、民法改正を推進すべき」と述べた。
- 2003年静岡空港建設反対の国会議員署名活動で署名者に加わっている[25]。
- 2016年のアンケートで憲法改正賛成、TPPに反対、原発は日本に当面は必要だが、将来的には廃止すべきだとし、将来の年金は給付水準が下がるのはやむをえないと答えている[26]。

## 所属団体・議員連盟
- 朝鮮半島問題研究会（常任幹事）
- 在日韓国人をはじめとする永住外国人住民の法的地位向上を推進する議員連盟
- ホームエンタテイメント議員連盟（副会長）
- リベラルの会
- 新しい政策研究会

## 人物
ボランティア
「なら骨髄バンクの会」のボランティア活動を行っている。
裁判
2006年4月8日に当時の妻が自殺したが、これに関し奈良日日新聞は2010年4月、その大きな要因が中村にあると報じた。中村はこれらの報道を否定し、2010年6月21日に報道を行った奈良新聞社と奈良日日新聞社双方の社長を相手取り名誉棄損の損害賠償請求各1億円と謝罪広告の掲載等を求め奈良地裁に提訴した。被告の奈良新聞社と奈良日日新聞側は全面的に争う姿勢を見せたが、2013年1月17日、奈良地裁は名誉毀損を認め、それぞれに330万円の支払いと謝罪広告の掲載を命じた。裁判長は判決理由で「中村氏と妻の遺族側は対立関係にあり、両紙は遺族側から得た情報の信用性を吟味し、裏付け取材を行うべきなのに、しなかった」と指摘した。また、2011年1月31日には遺族側が本件に絡み中村に対して計約1億4650万円の訴訟を大阪地裁に起こしたが、訴えは棄却された。奈良新聞社と奈良日日新聞社の損害賠償責任を認めた第一審に対して、同社らは控訴したが、大阪高裁は控訴を棄却した。さらにこの大阪高裁の判決に対して同社らは上告したが、最高裁判所は上告を棄却し判決が確定した

## 選挙歴
| 当落 | 選挙                     | 執行日         | 年齢 | 選挙区              | 政党         | 得票数     | 得票率 | 定数 | 得票順位 /候補者数 | 政党内比例順位 /政党当選者数 |
| ---- | ------------------------ | -------------- | ---- | ------------------- | ------------ | ---------- | ------ | ---- | ------------------ | ---------------------------- |
| 比当 | 第42回衆議院議員総選挙   | 2000年06月25日 | 28   | 比例近畿（奈良2区） | 民主党       | 6万3707票  | 37.96% | 1    | 2/4                | 7/7                          |
| 当   | 第43回衆議院議員総選挙   | 2003年11月09日 | 32   | 奈良2区             | 民主党       | 8万3168票  | 48.39% | 1    | 1/3                | /                            |
| 落   | 第44回衆議院議員総選挙   | 2005年09月11日 | 34   | 奈良2区             | 民主党       | 7万2074票  | 34.85% | 1    | 2/4                | /                            |
| 当   | 第21回参議院議員通常選挙 | 2007年07月29日 | 36   | 奈良県              | 民主党       | 35万9584票 | 52.49% | 1    | 1/3                | /                            |
| 落   | 第46回衆議院議員総選挙   | 2012年12月16日 | 41   | 奈良2区             | 日本未来の党 | 1万9200票  | 10.34% | 1    | 4/5                | /                            |
| 落   | 第47回衆議院議員総選挙   | 2014年12月14日 | 43   | 奈良2区             | 生活の党     | 3万8781票  | 24.71% | 1    | 2/3                | /                            |
| 落   | 第24回参議院議員通常選挙 | 2016年07月10日 | 44   | 佐賀県              | 民進党       | 11万9908票 | 31.25% | 1    | 2/3                | /                            |